# ۱۴۰۴ (میلادی)
۱۴۰۴ (میلادی) هزار و چهارصد  و چهارمین سال تقویم میلادی است.

## درگذشتگان
‎